# خباب بن الأرت
خَبَّاب بن الأَرَتّ التميمي (المتوفي سنة 37 هـ) صحابي من السابقين إلى الإسلام، وكان من المستضعفين الذين عُذّبوا ليتركوا الإسلام. سبُي صغيرًا من قبيلته تميم، وبيع في مكة فاشترته أم أنمار الخزاعية التي كانت حليفة لبني زُهرة من قريش. ثم هاجر إلى يثرب، وشهد مع النبي محمد ﷺ المشاهد كلها، ثم انتقل أواخر حياته إلى الكوفة، فمات بها، ودُفن هناك.

## سيرته

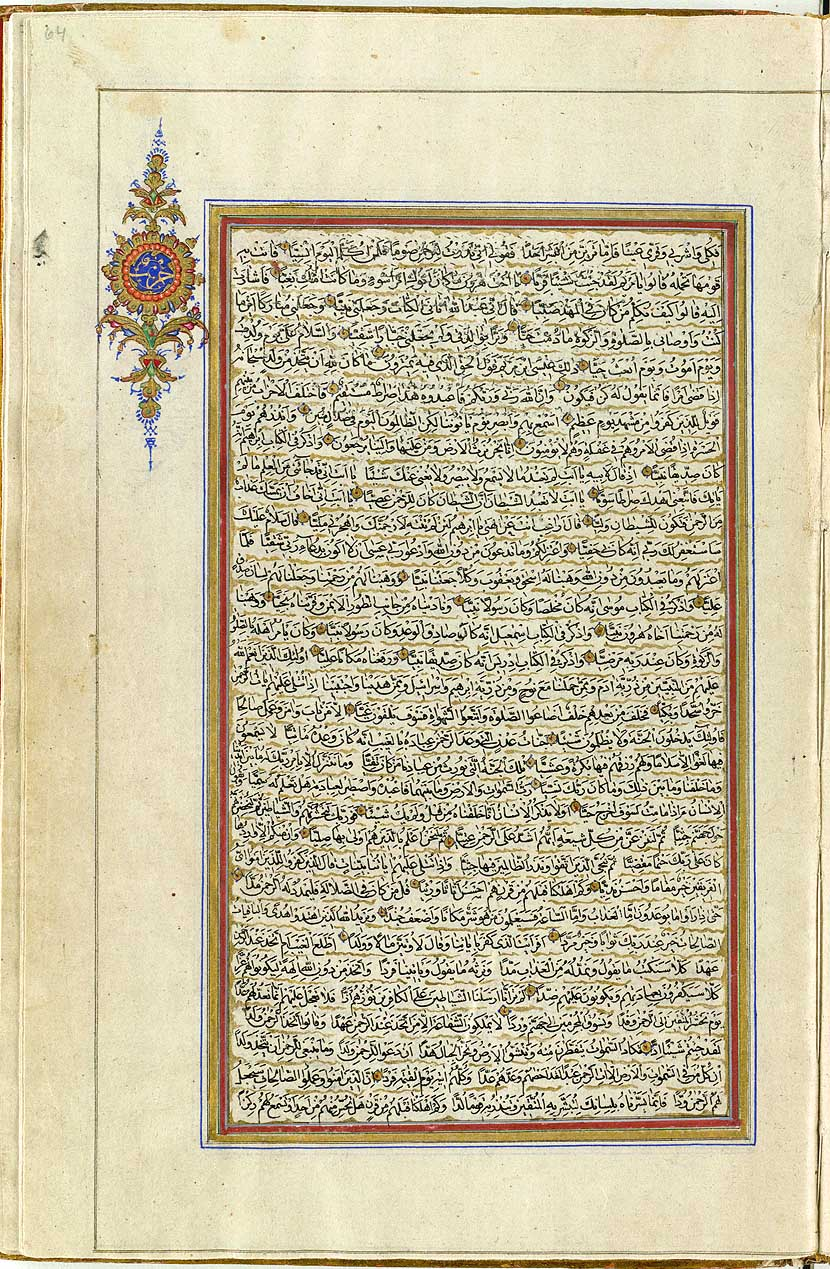
سورة مريم والخباب بن الأرت

سُبي خباب بن الأرت صغيرًا، وهو ابن الأرت بن جندلة بن سعد من بني سعد بن زيد مناة أحد بطون قبيلة تميم، وقيل هو من خزاعة. بيع خباب في مكة، اشترته أم أنمار الخزاعية حليفة عوف بن عبد عوف الزهري والد عبد الرحمن بن عوف. امتهن خباب في الجاهلية صناعة السيوف، وكان النبي محمد يتألفه ويُجالسه. أسلم خباب قديمًا، قبل دخول النبي محمد دار الأرقم ليدعو فيها، فكان سادس ستة أسلموا، وقيل أنه كان العشرون في ترتيب من أسلموا. كان خباب من المستضعفين الذين عُذّبوا بمكة ليرجع عن دينه، فكانوا يوقدون النار ثم يسلقونه عليها، ثم يضعونه على الأرض، ويعتلي رجل صدره. وكانت مولاته أم أنمار تأخذ الحديدة المحماة فتضعها على رأسه، فشكا ذلك إلى النبي محمد، فقال: «اللهم انصر خبّابًا»، فاشتكت مولاته أم أنمار رأسها، فكانت تعوي مثل الكلاب، فقيل لها اكتوي، فكان خباب يأخذ الحديدة المحماة فيكوي بها رأسها.
وروى مجاهد أنه: «أول من أظهر إسلامه رسول الله ﷺ وأبو بكر وخباب وصهيب وبلال وعمار وسمية أم عمار. فأما رسول الله ﷺ، فمنعه الله بعمه أبي طالب، وأما أبو بكر فمنعه قومه، وأما الآخرون فألبسوهم أدراع الحديد، ثم صهروهم في الشمس، فبلغ منهم الجهد ما شاء الله أن يبلغ من حر الحديد والشمس». وقال عامر الشعبي: «إن خبابًا صبر، ولم يعط الكفار ما سألوا، فجعلوا يلزقون ظهره بالرضف، حتى ذهب لحم متنه». وروى خباب أنه حين كان عبدًا في مكة، صنع سيفًا للعاص بن وائل السهمي، وذهب يُحصّل ثمنه، فقال له العاص: «لا أعطيك حتى تكفر بمحمد»، فردّ: «لا أكفر بمحمد حتى تموت ثم تبعث»، فقال العاص: «إذا بعثت، كان لي مال، فسوف أقضيك»، فحكى ذلك للنبي محمد، فنزل قوله تعالى: ﴿أَفَرَأَيْتَ الَّذِي كَفَرَ بِآيَاتِنَا وَقَالَ لَأُوتَيَنَّ مَالًا وَوَلَدًا ۝٧٧ أَطَّلَعَ الْغَيْبَ أَمِ اتَّخَذَ عِنْدَ الرَّحْمَنِ عَهْدًا ۝٧٨ كَلَّا سَنَكْتُبُ مَا يَقُولُ وَنَمُدُّ لَهُ مِنَ الْعَذَابِ مَدًّا ۝٧٩ وَنَرِثُهُ مَا يَقُولُ وَيَأْتِينَا فَرْدًا ۝٨٠﴾ [مريم:77–80].
هاجر خباب مع المقداد بن عمرو إلى يثرب، فنزلا على كلثوم بن الهدم، وآخى النبي محمد بينه وبين جبر بن عتيك، وقيل بينه وبين تميم مولى خراش بن الصمة. شهد خباب مع النبي محمد المشاهد كلها، وبعد وفاة النبي محمد وبدء حركة الفتوح الإسلامية، انتقل خباب إلى الكوفة.
مات خباب بالكوفة سنة 37 هـ، وعمره 73 سنة، وصلى عليه علي بن أبي طالب، وكان أول من دُفن بظهر الكوفة. نعاه علي بن أبي طالب فقال: «رحم الله خبّابًا أسلم راغبًا، وهاجر طائعًا، وعاش مجاهدًا، وابتلي في جسمه أحوالاً، ولن يضيع الله أجره».

## روايته للحديث النبوي
- روى عن: النبي محمد.[9]
- روى عنه: مسروق بن الأجدع وأبو وائل شقيق بن سلمة وأبو معمر عبد الله بن سخبرة وقيس بن أبي حازم وعلقمة بن قيس النخعي[2] وابنه عبد الله بن خباب وأبو ميسرة بن شرحبيل وعامر الشعبي وحارثة بن مضرب العبدي[1] وأبو أمامة الباهلي[9] وسعيد بن وهب الهمداني وسليمان بن أبي هند وصلة بن زفر وعباد أبو الأخضر وعبادة بن نسي الكندي وعبد الله بن أبي الهذيل وعمرو بن عبد الرحمن وهبيرة بن يريم ويحيى بن جعدة بن هبيرة وأبو الكنود الأزدي وأبو ليلى الكندي.[6]
- الجرح والتعديل: أحصى بقي بن مخلد لخباب بالمكرر 32 حديثًا، منها ثلاثة متفق عليها، وانفرد له البخاري بحديثين، ومسلم بحديث،[2] كما روى له الجماعة.[6]